# Cupra Born
La Cupra Born est une automobile compacte électrique du constructeur automobile espagnol Cupra produite depuis 2021. 

## Présentation

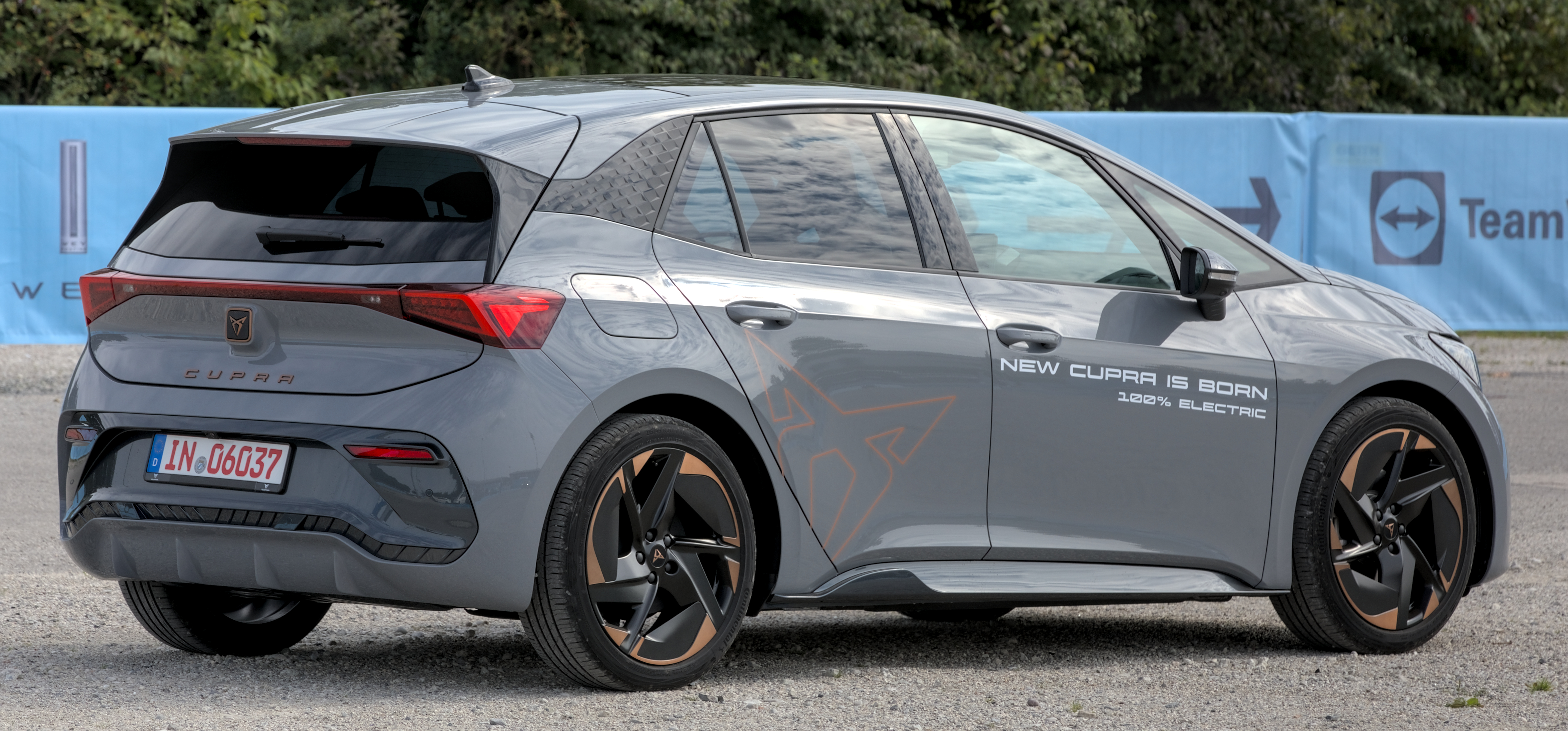
Vue arrière

La Born est le premier véhicule électrique du constructeur espagnol. Elle est présentée le 25 mai 2021 et elle prend le nom d'un quartier branché de Barcelone.
À l'origine, la Born devait être un modèle commercialisé en 2020 par le constructeur Seat, maison mère de Cupra. Mais le nouveau président de Seat a modifié la stratégie commerciale de ses marques et repoussé la Born en 2021 sous la marque Cupra.
En octobre 2023, le groupe Volkswagen cesse la production de la Born pendant 2 semaines en raison de l'insuffisance des ventes du modèle.

## Caractéristiques techniques
La compacte Born repose sur la plate-forme MEB, dédiée aux véhicules électriques du Groupe Volkswagen, comme sa très proche cousine technique la Volkswagen ID3.

### Motorisations
La compacte mono-volume est équipée d'un moteur électrique placé sur l’essieu arrière disponible en trois puissances : 110 kW (150 ch), 150 kW (204 ch) ou 170 kW (231 ch).

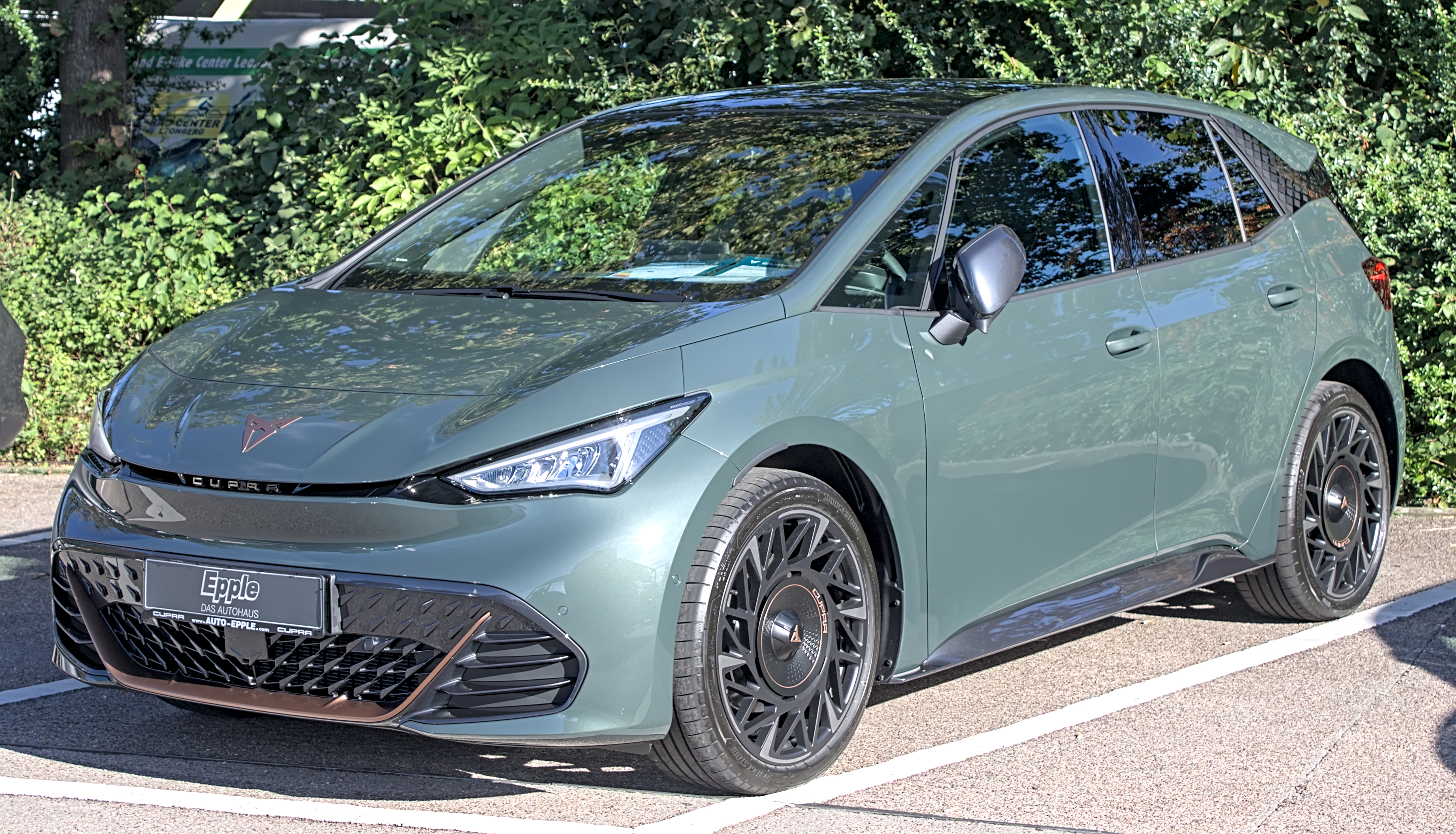
Cupra Born VZ

En 2024, la Born reçoit une version Veloz (VZ) dotée d'un moteur de 240 kW (325 ch) et 545 N m de couple, alimenté par une batterie d'une capacité de 79 kWh.

### Batterie
Trois capacités de batteries sont disponibles : 
- 45 kWh donnant une autonomie de 320 km ;
- 58 kWh donnant une autonomie de 420 km ;
- 77 kWh donnant une autonomie de 540 km.

| Type de moteur                           | Synchrone à aimants permanents | Synchrone à aimants permanents | Synchrone à aimants permanents | Synchrone à aimants permanents |
| Puissance moteur kW (ch)                 | 110 (150)                      | 150 (204)                      | 170 (231)                      | 240 (325)                      |
| au régime de (tr/min)                    |                                |                                |                                |                                |
| Couple maximal (N m)                     |                                | 310                            | 310                            | 545                            |
| au régime de (tr/min)                    |                                |                                |                                |                                |
| Transmission                             | Propulsion                     | Propulsion                     | Propulsion                     | Propulsion                     |
| Vitesse maximale (km/h)                  |                                | 160                            | 160                            | 200                            |
| 0-100 km/h (s)                           |                                | 6,6                            | 7,0                            | 5,7                            |
| Masse à vide (kg)                        |                                | 1840                           | 1955                           |                                |
| Batterie                                 |                                |                                |                                |                                |
| Type                                     | Lithium-ion                    | Lithium-ion                    | Lithium-ion                    | Lithium-ion                    |
| Capacité utile (kWh)                     | 41                             | 58                             | 77                             | 79                             |
| Capacité brute (kWh)                     | 45                             | 62                             | 82                             |                                |
| Autonomie (WLTP) (km)                    | 320                            | 373 à 422                      | 495 à 551                      | 570                            |
| Consommation en cycle mixte (kWh/100 km) |                                | 15,6 à 17,6                    | 15,7 à 17,5                    |                                |
| Masse de la batterie (kg)                |                                |                                |                                |                                |
| Temps de recharge                        |                                |                                |                                |                                |
| sur une prise Wallbox 3,7 kW (0 à 100 %) |                                | 34                             | 45                             |                                |
| sur une borne 11 kW (0 à 100 %)          |                                | 6h15                           | 7h30                           |                                |
| sur une borne 120 kW (DC) (5 à 80 %)     |                                | 35 minutes                     |                                |                                |
| sur une borne 170 kW (DC) (5 à 80 %)     | -                              | -                              | 30 minutes                     |                                |

## Finitions

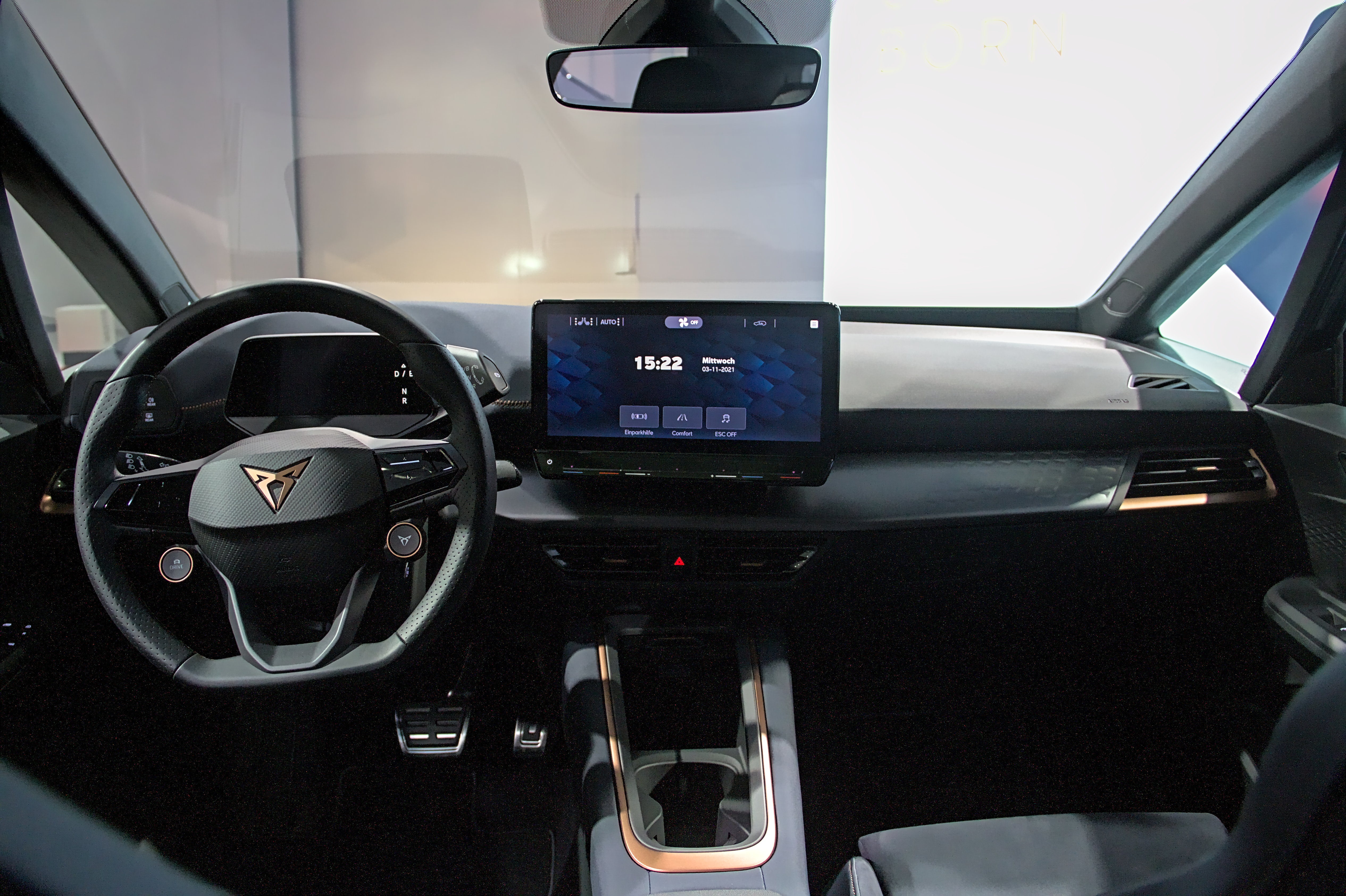
Intérieur

Au lancement en France, la compacte Born n'est disponible qu'avec la finition V qui dispose d'un moteur électrique de 204 ch et d'une batterie d'une capacité de 58 kWh (420 km d'autonomie).

Par la suite[Quand ?], la gamme de la Born s'enrichit d'une version d'entrée de gamme (150 ch - 45 kWh) et de deux versions VZ (230 ch - 58 kWh & 230 ch - 77 kWh).

## Concept car
La Cupra el-Born est préfigurée par le concept car électrique Seat el-Born concept présenté au salon international de l'automobile de Genève 2019.
La Seat el-Born concept est étroitement dérivée du concept car Volkswagen I.D. Concept, et équipée d'une batterie de batterie 62 kWh.

## Production
| Année | Production |
| ----- | ---------- |
| 2021  | 4 801      |
| 2022  | 36 153     |
| 2023  |            |